# Halmos János (operaénekes)
Halmos János, született Havancsák János (Arad, 1887. december 27. – Budapest, 1961. október 7.) magyar operaénekes (tenor).

## Életpályája
Havancsák Lajos és Csóti Ágnes fiaként született Aradon, ahol iskoláit is végezte. Pályáját Szendrey Mihály aradi színigazgatónál kezdte, játszott Sebestyén Mihály miskolci társulatánál, majd elszerződött Pozsonyba, Polgár Károlyhoz, azután Sopronban és Pécsett működött.
Egy ideig Temesvárott szerepelt, majd 1924-ben a budapesti Városi Színházba szerződött. 1928-ban az Operaház énekese lett, majd 1950-től annak örökös tagja. Főleg a nagy olasz operák tenor főszerepeiben aratott sikereket.
1922. október 1-jén Budapesten házasságot kötött Heszmann Jozefin Alojzia Erzsébettel (a közéletben Hamvas családnéven volt ismert).

## Főbb szerepei
- Bizet: Carmen – Don José
- Csajkovszkij: Jevgenyij Anyegin – Lenszkij
- Erkel Ferenc: Hunyadi László – címszerep
- Gounod: Faust – címszerep
- Leoncavallo: Bajazzók – Canio
- Mascagni: Parasztbecsület – Turiddu
- Richard Strauss: Daphne – Apollo
- Unger Ernő: Petőfi – címszerep
- Verdi: Simon Boccanegra – Gabriele Adorno
- Verdi Aida – Radames
- Verdi Otello – címszerep
- Verdi A trubadúr – Manrico